# NGC 364
NGC 364 es una galaxia lenticular de la constelación de Cetus.
Fue descubierta el 2 de septiembre de 1864 por el astrónomo Albert Marth.